# 熱帶風暴三巴 (2023年)
熱帶風暴三巴（英語：Tropical Storm Sanba，國際編號：2316，聯合颱風警報中心：WP162023）是2023年太平洋颱風季第16個被命名的風暴。「三巴」一名由澳門提供，意為澳門旅遊景點大三巴。

## 發展過程
10月14日，一個熱帶擾動在南海南部海域生成，美國海軍研究實驗室給予擾動編號99W。
10月17日上午4時30分，聯合颱風警報中心將其評級提升為「高」，並對其發布熱帶氣旋形成警報。上午8時，日本氣象廳將其升格為熱帶低氣壓，並對其發布烈風警報。同時，台灣中央氣象署將其升格為熱帶性低氣壓，給予編號TD18。上午10時，香港天文台表示，位於南海中部的低壓區正逐漸增強，一個熱帶氣旋似乎在形成中。下午2時，香港天文台及澳門氣象局將其升格為熱帶低氣壓。下午8時，聯合颱風警報中心將其升格為熱帶性低氣壓，並給予編號16W。
10月18日上午11時，香港天文台率先將其升格為熱帶風暴。下午2時，日本氣象廳將其升格為熱帶風暴，給予國際編號2316，並命名「三巴」。同時，台灣中央氣象署將其升格為輕度颱風；聯合颱風警報中心將其升格為熱帶風暴；澳門氣象局將其升格為熱帶風暴。
10月19日上午9時，中國氣象局表示熱帶風暴三巴於海南省東方市沿海登陸，登陸時中心附近最大風力有8級（20米/秒）。晚上11時，中國氣象局將其升格為強熱帶風暴。
10月20日上午5時，中國氣象局將其降格為熱帶風暴。上午9時45分，中國氣象局表示熱帶風暴三巴於廣東省遂溪縣沿海登陸，登陸時中心附近最大風力有8級（20米/秒）。下午2時，聯合颱風警報中心將其降格為熱帶性低氣壓。下午5時，中國氣象局、澳門氣象局及香港天文台將其降格為熱帶低氣壓。晚間7時40分，中國氣象局表示熱帶低氣壓三巴於海南省臨高縣沿海登陸，登陸時中心附近最大風力有6級（13米/秒）。晚間8時，日本氣象廳及台灣中央氣象署將其降格為熱帶性低氣壓。晚上10時，香港天文台將其降格為低壓區。晚上11時，澳門氣象局將其降格為低壓區，中國氣象局对其停止编号。
10月21日凌晨2時，日本氣象廳評定三巴已消散，同時台灣中央氣象署將其降格為低壓區。

## 影響

### 中國大陸
中國國家氣象中心發布之最高颱風預警信號： 颱風藍色預警信號

#### 海南省
海南省氣象台發布之最高颱風預警信號： 颱風黃色預警信號
10月18日，三亚市启动防汛防风三级应急响应，全市幼儿园、托儿所于10月18日下午停课半天；涉山涉水景区暂停营业。海口市启动防汛防风四级应急响应。下午5时30分，海南省防总将防汛防风四级应急响应提升至防汛防风三级应急响应。海口新海港、秀英港、铁路南港将于10月19日4时停运，停运预计持续至10月20日。

#### 广西壯族自治区
廣西氣象台發布之最高颱風預警信號： 颱風黃色預警信號
10月18日12时，广西防汛抗旱指挥部启动防汛防台四级应急响应。截至18日15时，广西13条客渡运航线、44艘客（渡）船中，已有4条客（渡）运航线、22艘客（渡）船停航。

#### 广东省
广东省暂时没有发布省级的台风预警信号，但其下辖的湛江市、茂名市发布了台风预警信号。
10月19日11时，广东省防汛防旱防风总指挥部决定启动防风Ⅳ级应急响应。受台风三巴外围环流和偏东气流共同影响，18日20时-19日8时湛江普降大到暴雨，局部大暴雨到特大暴雨。湛江市赤坎、霞山、麻章、坡头、经开区各学校于10月19日停课。湛江市区部分路面积水内涝严重，多名老人儿童被困。10月20日3时，茂名市将防汛Ⅳ级应急响应提升为防汛Ⅲ级应急响应，茂南区、高新区、市直属各院校及幼儿园已要求停课。

### 香港
受當時仍為低壓區的三巴與東北季風共同影響，香港天文台於10月16日晚上10時45分發出強烈季候風信號，預料香港吹偏東強風，高地預料間中吹烈風，並表示與三巴相關雨帶會影響香港，天氣稍涼和初時雨勢較為頻密。天文台於10月18日表示，受三巴的外圍雨帶影響，香港天氣仍以有驟雨為主，並預料一股東北季侯風補充會在周末期間影響華南沿岸，屆時香港天氣稍涼。天文台於10月19日凌晨4時半取消強烈季候風信號。

### 澳門
10月18日，澳門氣象局表示，預料“三巴”與澳門將保持約650公里距離，當時評估直接影響澳門機會較低；但受到“三巴”與東北季風共同影響，澳門會有頻密驟雨，預料10月19日稍後雨勢逐漸減弱；另外，一道冷鋒於10月20日抵達華南沿岸，屆時澳門將轉吹較大偏北風及天氣稍涼。受相關外圍雨帶影響，氣象局在晚上8時05分至晚上9時期間，一度發出黃色暴雨警告信號；並一度於10月18日晚上8時55分至10月19日凌晨2時發出強烈季候風信號（黑球）。

## 熱帶氣旋警告使用紀錄

### 中國大陸
| 国家气象中心 颱風預警信號 | 国家气象中心 颱風預警信號 | 国家气象中心 颱風預警信號 |
| ------------------------- | ------------------------- | ------------------------- |
| 上一熱帶氣旋              | 颱風藍色預警信號          | 下一熱帶氣旋              |
| 超強颱風小犬              | 颱風藍色預警信號          | 熱帶風暴馬力斯            |

## 外部連結
| 太平洋颱風季             |
| 主題頁 - 專題 - 編輯指南 |

- （日語）日本氣象廳首頁 （页面存档备份，存于）
- （英文）聯合颱風警報中心首頁 （页面存档备份，存于）
- （简体中文）中國國家氣象中心首頁 （页面存档备份，存于）
- （繁體中文）台灣交通部中央氣象署首頁 （页面存档备份，存于）
- （繁體中文）香港天文台首頁 （页面存档备份，存于）
- （繁體中文）澳門地球物理暨氣象局首頁 （页面存档备份，存于）
- （英文）菲律賓大氣地球物理和天文管理局 惡劣天氣公告 （页面存档备份，存于）
- （泰文）泰國氣象局首頁 （页面存档备份，存于）